# St. Mellion International Resort

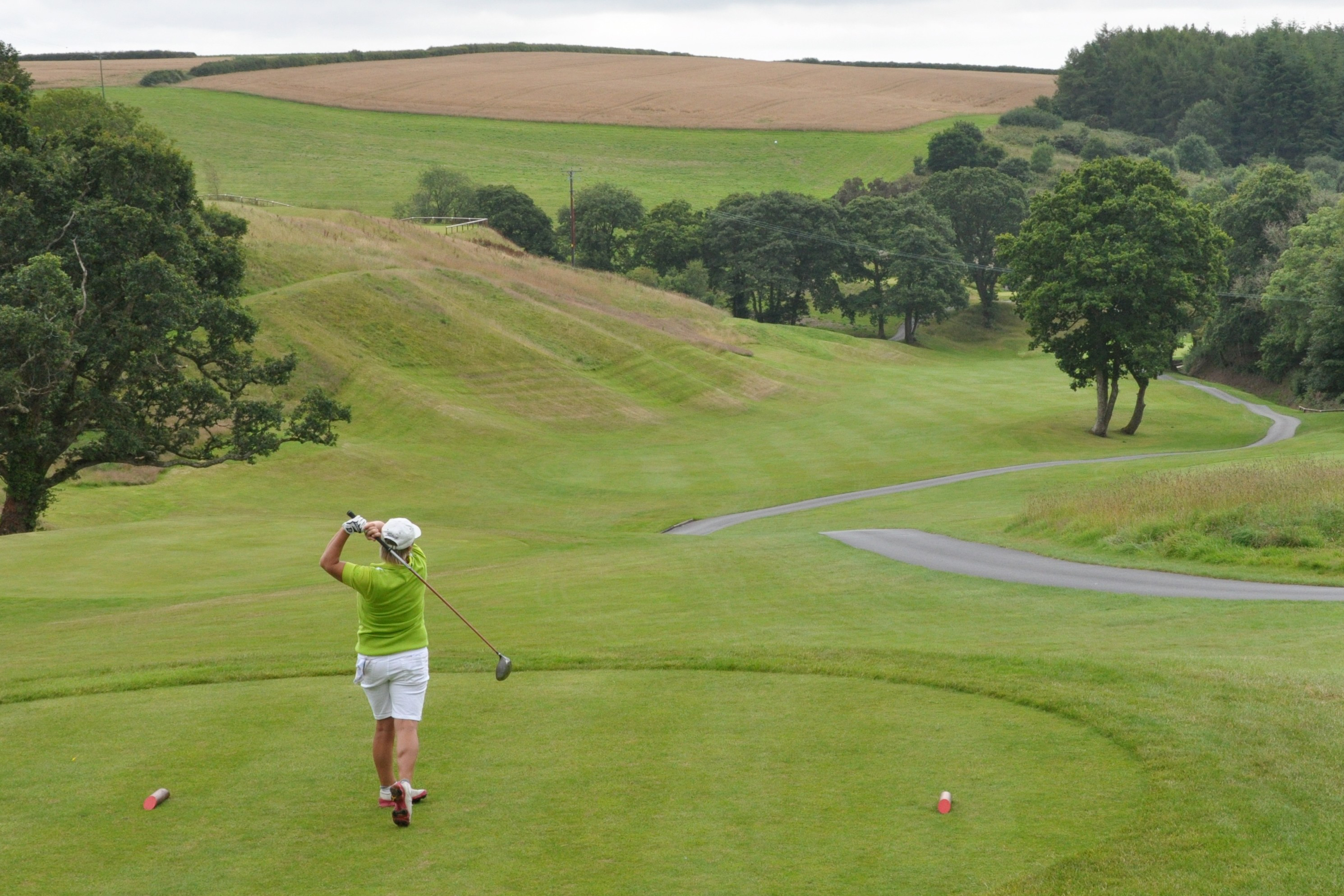
St. Mellion Golf Club

St. Mellion International Resort, eigendom van Crown Golf, ligt in de Tamar vallei buiten Plymouth, in Cornwall, Engeland.
Vroeger was het een groot landgoed, waarvan het huis werd omgebouwd tot het Manor House Hotel met 28 kamers. Dit bestaat nog steeds en heeft tegenwoordig 80 kamers. Er lag in de vijftiger jaren ook al een golfbaan, waarop men vanaf het terras neerkeek. Het was een prachtig glooiend landschap om paard te rijden. Bij de oude golfbaan zijn een 50-tal
time-sharehuizen die ook verhuurd worden. Bij de nieuwe baan zijn ook huizen gebouwd.

## Sport
Behalve twee golfbanen kan men op St Mellion kleiduifschieten, snooker, squash, badmintin en tennis spelen en de sauna bezoeken.

### De golfbanen

#### Kernow Course
De Kernow golfbaan werd in 1976 aangelegd door J Hamilton Stutt. Drie jaar later werd de Benson & Hedges er gespeeld. Toen de Jack Nicklaus baan kwam, ging alle publiciteit naar de nieuwe baan en werd er aan de oude baan minder aandacht besteed. In 2009 werd hij grondig verbouwd, negen oude holes werden verlengd en kregen nieuwe greens en negen nieuwe holes werden ontworpen. Ook het hotel verd verbouwd.

#### Jack Nicklaus Signature Course
St Mellion heeft sinds 1988 twee 18-holes golfbanen. De tweede baan werd door Jack Nicklaus ontworpen. Al voordat de baan officieel geopend was, werd het Weetabix Ladies British Open er gespeeld met o.a. Laura Davies, die net het US Women's Open had gewonnen. Op de laatste hole werd zij ingehaald door Alison Nicholas, die met een birdie eindigde en won.

In 1988 en 1989 werd de St Mellion Trophy gespeeld, dit was een 4-ball better-baal waarbij de Tom Watson en Jack Nicklaus het opnamen tegen Nick Faldo en Sandy Lyle. Beide keren wonnen de Britten.

Sinds 1997 wordt jaarlijks de Parman Cup gespeeld, die t/m 2006 de St Mellion International Trophy werd genoemd. Alleen in 1999 werd dit overgeslagen, toen werd het Engels Amateur Kampioenschap hier gespeeld. Winnaar was Paul Casey.

## Toernooien

### Europese PGA Tour
- Benson & Hedges International Open: 1979 (op Kernow-baan) en 1990 - 1995 (op Nicklaus-baan)
- The Players' Championship of Europe: ? en 1979 (op Kernow-baan)

### Ladies European Tour
- Weetabix Ladies British Open: 1987 (op Nicklaus-baan)

## Trivia
- St Mellion is de eerste baan die Nicklaus in Europa aanlegde.